# Mirijevo (Žabari)
Pour les articles homonymes, voir Mirijevo.
Mirijevo (en serbe cyrillique : Миријево) est un village de Serbie situé dans la municipalité de Žabari, district de Braničevo. Au recensement de 2011, il comptait 324 habitants.

## Démographie

### Évolution historique de la population
| 1948  | 1953  | 1961  | 1971  | 1981 | 1991 | 2002 | 2011 |
| ----- | ----- | ----- | ----- | ---- | ---- | ---- | ---- |
| 1 162 | 1 170 | 1 088 | 1 015 | 955  | 874  | 474  | 324  |

|  |